# رود شور (هرمزگان)

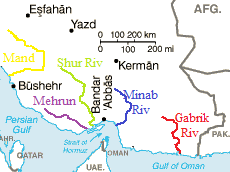
نقشه رودخانه‌های جنوب ایران

رودخانه شور رودخانه‌ای در جنوب ایران است که در استان هرمزگان در جریان است و به دریای عمان می‌ریزد.
این رودخانه از مناطق خشک بیابان لوت به سمت استان هرمزگان جریان دارد. در سال ۲۰۰۵، ماهواره Aqua متعلق به ناسا دمای سطح منطقه را ۷۰٫۷ درجه سانتیگراد ثبت کرد. شوری آن از سنگ نمک‌های موجود در تپه‌های نزدیک سرچشمه این رودخانه گرفته می‌شود و باعث کاهش بیشتر رشد و زندگی گیاهان در طول رودخانه می‌شود. در مسیر رود به دلیل استخراج ذخایر معدنی غنی در این منطقه سد سازی شده‌است.